# تاركو
تاركو (بالإنجليزية:tareco) هو بسكويت قاسي قليلاً، مصنوع من دقيق القمح والبيض والسكر يصنع على شكل القرص.
تاركو جزءًا من الثقافة الشعبية لمنطقة شمال شرق البرازيل من قديم. يُقال أن تاركو صُنعت أولاً في ولاية بيرنامبوكو، ثم انتشرت في شمال شرق البرازيل بالكامل. يلاحظ وجودها في الشعر وكلمات الأغاني. مثل الأغنية الشهيرة "Tareco e Mariola" لفلافيو خوسيه.